# Зелена Роща (Ребріхинський район)
Зелена Ро́ща (рос. Зелёная Роща) — село у складі Ребріхинського району Алтайського краю, Росія. Адміністративний центр Зеленорощинської сільської ради.

## Населення
Населення — 546 осіб (2010; 598 у 2002).
Національний склад (станом на 2002 рік):
- росіяни — 91 %